# 阪奈トンネル
阪奈トンネル（はんなトンネル）は、大阪府東大阪市と奈良県生駒市を結ぶ、第二阪奈道路（国道163号）の自動車専用トンネルである。

## 概要
- 長さ：上り線5,576 m 下り線5,578 m
- 規格：第1種第3級
- 幅員：上下線各2車線
- 設計速度：60 km/h
- 工法：開削工法（都市部）・シールド工法（山岳部）
- 発注・設計：大阪府道路公社・奈良県道路公社
- 施工：大林・熊谷・佐藤共同企業体
- 建設費：約1260億円（トンネルのみ）

生駒山は山麓まで住宅が密集しており、環境問題を解決しなければならなかったため、代表的なトンネル内換気システムには、トンネル換気適用型EAPが採用されている。トンネルの中央付近には、掘削深さ481 m、掘削径11 mの国内でも有数の大規模な換気用中央立坑が掘削されており、その上に幅3 m、長さ、高さ共に3 mの装置が設置された換気塔がある。装置内には、杉の間伐材のおがくずをフィルターとして2.8 t分を1 mの厚さで敷き詰められ、それを排気ガスが通過することにより汚染物質を分解する仕組みである。これは、東大寺の正倉院に代表される校倉造（あぜくらづくり）の倉庫内の大気汚染物質が屋外より少なくなる原理を応用したものである。
このトンネル掘削工事の影響により、トンネルの西側（大阪府側）では、農業用灌漑用水などとして利用されていた生駒山から湧き出す地下水が、その経路が変わったことにより大きく減少したり、逆に東側（奈良県側）では、工事中よりトンネル開口部脇から流れる竜田川の支流である文殊川の水量が大きく増加したりするような現象が起きた。また、生駒山全体で見てもかなり水脈の経路は変わっている。
5 kmを超える長大トンネルであるため、危険物積載車両は通行禁止、トンネル内での車線変更禁止（進路変更禁止）及びその積載する品目が制限されている。

## 沿革
- 1986年1月 - 着工
- 1997年3月 - 竣工
- 1997年4月23日 - 供用開始[2][3]

## 隣
E92 第二阪奈有料道路
西石切ランプ - 阪奈トンネル - 壱分ランプ